# Allodonta argillacea
Allodonta argillacea är en fjärilsart som beskrevs av Sergius G. Kiriakoff 1963. Allodonta argillacea ingår i släktet Allodonta och familjen tandspinnare. Inga underarter finns listade i Catalogue of Life.